# HD 6718
HD 6718 — звезда в созвездии Кита. Находится на расстоянии приблизительно 179 световых лет от Солнца. Вокруг звезды обращается, как минимум, одна планета.

## Характеристики
HD 6718 представляет собой звезду 8,45 видимой звёздной величины; впервые в астрономической литературе упоминается в каталоге Генри Дрейпера, изданном в начале XX века. Это жёлтый карлик, по массе и размерам сравнимый с нашим Солнцем. Температура поверхности составляет около 5746 кельвинов. Светимость звезды составляет 1,13 солнечной светимости.

## Планетная система
В 2009 году у звезды с помощью высокоточных измерений радиальных скоростей проекта HARPS была обнаружена планета, которая получила обозначение HD 6718 b. Это газовый гигант, имеющий массу, равную 1,56 массы Юпитера. Она обращается на расстоянии около 3,56 а.е. Год на ней длится 2496 суток.